# Ekwatoria Środkowa
Ekwatoria Środkowa (ang. Central Equatoria; arab. الاستوائية الوسطي – Al-Istiwa’ijja al-Wusta) – stan w Sudanie Południowym, istniejący do 2015 roku (wówczas to został podzielony na stany: Jubek, Terekeka i Yei River) i ponownie od 2020 roku; wchodzi w skład regionu Ekwatoria. Obejmuje powierzchnię 43 033 km², zamieszkana przez 1 103 592 osoby. Graniczył ze stanami Jonglei i Lakes na północy, stanem Ekwatoria Zachodnia oraz Demokratyczną Republiką Konga na zachodzie, z Ugandą na południu oraz ze stanem Ekwatoria Wschodnia na wschodzie. Stolicą stanu jest miasto Dżuba.
Do 2015 w skład Ekwatorii Środkowej wchodziło 6 hrabstw:
- Dżuba;
- Kajo-Keji;
- Lainya;
- Morobo;
- Terekeka;
- Yei.